# Сралай
Сралай (кхмер. ស្រឡៃ) — камбоджийский духовой инструмент, в котором для воспроизведения звука используется четырёхлистная трость. Инструмент используется в оркестре Pinpeat, где он является единственным духовым инструментом. Набор четырёхлистных тростей изготовлен с использованием пальмового листа. Канал инструмента не равномерно расточен, а «слегка конический». Его «родственник», западный гобой, имеет двойную трость и конический канал. Инструменты из оркестра Pinpeat настраиваются на высоту звука сралая, и исполнитель должен научиться циклическому дыханию, чтобы играть непрерывно, не останавливаясь для дыхания. Сралай по конструкции и технике игры очень похож на тайский пи.